# Ploskolebec dvoupruhý
Ploskolebec dvoupruhý (Agkistrodon bilineatus) je jedovatý had z čeledi zmijovitých. Žije v Mexiku a Střední Americe (kromě Panamy). Obývá suché tropické lesy a savany. 

## Poddruhy
Vytváří čtyři oddělené poddruhy. 
Agkistrodon bilineatus bilineatus, žijící od severního Mexika až do Salvadoru je tmavě hnědý se světle hnědými, bíle a tmavohnědě lemovanými sedly ve tvaru přesýpacích hodin; 
A. b. howardgloydi ze západního Hondurasu je podobný, ale má méně bílé barvy; 
A. b. taylori ze severovýchodního Mexika je světle šedý, se žlutými a tmavě hnědými pruhy; 
A. b. russeolus z Yucatanu a Belize je hnědý.
Všichni mají pět bílých pruhů, které se táhnou od špičky čenichu přes oči, podél rtů a na bradě. Je to silný had, který měří obvykle mezi 80 až 120 cm. Na hlavě má tepločivné jamky (proto se řadí mezi tzv. pit vipers, skupinu která zahrnuje chřestýše a ploskolebce). 

## Chování
Živí se malými savci, ještěrkami, ptáky a obojživelníky, mláďata požírají i bezobratlé. Samice je vejcoživorodá a rodí 7–20 mláďat. Had má ne zcela zaslouženou reputaci, že se jedná o agresivního a nebezpečného plaza. Ve skutečnosti je spíše plachý a před člověkem vždy raději prchne. Pokud usoudí, že nelze utéct, zaujímá výhrůžný postoj. Lidské obavy před tímto tvorem mají za následek jeho pronásledování a zabíjení.